# Jeremy Dudziak
Jeremy Dudziak (15 de diciembre de 1991) es un futbolista alemán que juega como defensa para el Hertha Berlín de la 2. Bundesliga.

## Clubes
| Club                 | País     | Año       |
| -------------------- | -------- | --------- |
| Borussia Dortmund II | Alemania | 2014-2015 |
| Borussia Dortmund    | Alemania | 2015      |
| F. C. St. Pauli      | Alemania | 2015-2019 |
| Hamburgo S. V.       | Alemania | 2019-2021 |
| SpVgg Greuther Fürth | Alemania | 2021-2023 |
| Hatayspor (cedido)   | Turquía  | 2023      |
| Hertha Berlín        | Alemania | 2023-     |